# Larentia recta
Larentia recta là một loài bướm đêm trong họ Geometridae.